# DuMonde
DuMonde era un duo tedesco di produttori di musica Trance, composto dai DJ Jürgen Mutschall (DJ Jam X) e Dominik De Leon (De Leon).

## Discografia

### Singoli
- Tomorrow (1998)
- Fly To The Sky (1999) con Anastasia
- See The Light (1999)
- Just Feel Free (2000)
- Memory (2001) con Lange
- Never Look Back (2001)
- God Music (2002)
- Human (2003)
- Cold (2004)
- Ich Will Raus / Let Me Out (2004)
- Kalt (2004)
- Singularity 2005 (2005) con Dave 202
- What's In Your Head (2005) con Judge Jules
- I Feel You (2006)
- Gun (2007)

### Album
- A Decade 1997-2007 (2007)

### Remix famosi
- Tony H - Zoo Future
- Lange - Follow Me
- Push - Universal Nation
- M.U.T.E. - Missed Beat
- Sash! - Adelante!
- Green Court - Follow Me
- Alice Deejay - Better Off Alone
- Alice Deejay - Back In My Life
- Azzido Da Bass - Dooms Night
- Barthezz - On The Move
- Binary Finary - 2000
- Fragma - Everytime You Need Me
- Angelic - Can't Keep Me Silent
- Hurley & Todd - Sunstorm
- Rank 1 - Symsonic
- Hi-Gate - Saxuality

## Compilation
- Techno Club Vol. 12, con Talla 2XLC
- On Stage 2004 (Chapter 1)